# Nikita Kokouïev
 (avril 2023).
Si vous disposez d'ouvrages ou d'articles de référence ou si vous connaissez des sites web de qualité traitant du thème abordé ici, merci de compléter l'article en donnant les références utiles à sa vérifiabilité et en les liant à la section « Notes et références ».
Nikita Rafaïlovitch Kokouïev (Никита Рафаилович Кокуев), né le 28 octobre 1848 à Maloarkhangelsk et mort le 31 mars 1914, est un entomologiste russe qui fut l'un des fondateurs de la Revue russe d'entomologie et son premier rédacteur en chef.

## Biographie
Il naît dans une famille de marchands fortunés à Maloarkhangelsk. Il devient membre de la Société d'histoire naturelle de Iaroslavl en 1864 et en 1894 membre effectif de la Société entomologique de Russie. Il fonde avec Andreï Semionov-Tian-Chanski, Tikhon Tchitcherine et d'autres la Revue russe d'entomologie à Iaroslavl. Elle déménage à Saint-Pétersbourg en 1906.
Il étudie dans ses premiers travaux les coléoptères du gouvernement de Iaroslavl et fait paraître quarante-trois articles à propos de la systématique des hyménoptères (Ichneumonidae, Braconidae) dans les revues de la Société entomologique de Russie et des Annales du musée zoologique de l'Académie des sciences, y décrivant deux-cent-huit genres. Son ouvrage le plus important est un Précis des abeilles de Russie centrale paru dans les Travaux de la Société d'histoire naturelle de Iaroslavl en 1909.
La collection de Kokouïev se trouve aujourd'hui au musée zoologique de Saint-Pétersbourg.

## Quelques publications
- Hymenoptera asiatica nova. // Русское Энтомологическое Обозрение. 3:285-288. (1903)
- Hymenoptera asiatica nova VI. // Русское Энтомологическое Обозрение. 5:10-15.(1905)
- Hymenoptera asiatica nova VII. // Русское Энтомологическое Обозрение. 5:208-210. (1905)
- Ichneumonidae (Hymenoptera) a clarissimis V.J. Roborovski et P.K. Kozlov annis 1894—1895 et 1900—1901 in China, Mongolia et Tibetia lecti. // Ежегодник Зоологического Музея. Académie Impériale des Sciences. Saint-Pétersbourg 14:12-47. (1909)
- Duo Hemiptera [recte: Hymenoptera] nova faunae turanicae a J.V. Vasiljev collecta, Russkoe Entomologicheskoye Obozreniye. 12:407-408. (1912)
- Contribution à la faune des Hyménoptères de la Russie III, in Revue Russe d'Entomologie. 13:161-170. (1913)
- Hymenoptera recueillies par V. Sovinskij sur les bords du lac Bajkal en 1902, Travaux de la Commission pour l'étude du lac Bajkal. 2:63-76. (1927)

## Source
- (ru) Cet article est partiellement ou en totalité issu de l’article de Wikipédia en russe intitulé « Кокуев, Никита Рафаилович » (voir la liste des auteurs).

Kokujev est l’abréviation habituelle de Nikita Kokouïev en zoologie.

Consulter la liste des abréviations d'auteur en zoologie ou la liste des taxons zoologiques assignés à cet auteur par ZooBank